# لا پوینت (ویسکانسین)
لا پوینت (به انگلیسی: La Pointe) یک منطقهٔ مسکونی در ایالات متحده آمریکا است که در La Pointe (town) واقع شده‌است. لا پوینت ۲۰۱٫۹ کیلومتر مربع مساحت دارد ۲۳۶ متر بالاتر از سطح دریا واقع شده‌است.